# Laser Interferometer Space Antenna
Laser Interferometer Space Antenna (LISA, tạm dịch: Ăngten không gian giao thoa kế laser) là một nhiệm vụ của Cơ quan Vũ trụ Châu Âu được thiết kế để phát hiện và đo chính xác sóng hấp dẫn—những gợn sóng nhỏ xíu của không-thời gian — từ các nguồn thiên văn. LISA sẽ là thiết bị dò sóng hấp dẫn trong không gian chuyên dụng đầu tiên. Nó nhằm mục đích đo trực tiếp sóng hấp dẫn bằng cách sử dụng giao thoa kế laser. Theo thiết kế, LISA gồm bộ ba tàu không gian, tạo thành một tam giác đều với các cạnh dài 2,5 triệu km, bay dọc theo quỹ đạo nhật tâm giống như Trái đất. Khoảng cách giữa các vệ tinh được theo dõi chính xác để phát hiện sóng hấp dẫn truyền qua.
Dự án LISA bắt đầu từ nỗ lực chung giữa NASA và Cơ quan Vũ trụ Châu Âu ESA. Tuy nhiên, trong năm 2011, NASA thông báo rằng sẽ không thể tiếp tục làm đối tác cùng ESA trong dự án LISA do hạn chế về tài chính. Sau đó, ESA tiếp tục dự án với một thiết kế thu nhỏ ban đầu được gọi là New Gravitational-wave Observatory (NGO) đã được đề xuất cho lựa chọn nhiệm vụ Cosmic Vision L1 của ESA. Năm 2013, ESA đã chọn 'Vũ trụ hấp dẫn' (Gravitational Universe) làm mục tiêu cho sứ mệnh L3 của họ vào đầu những năm 2030. theo đó cơ quan này cam kết phóng một đài quan sát sóng hấp dẫn vào không gian.
Vào tháng 1 năm 2017, LISA đã được đề cử làm nhiệm vụ đáp ứng cho mục tiêu của ESA. Vào ngày 20 tháng 6 năm 2017, nhiệm vụ đề xuất đã nhận được phê chuẩn cho thời điểm phóng vào những năm 2030 và được chấp thuận là một trong những nhiệm vụ nghiên cứu chính của ESA.
Nhiệm vụ LISA được thiết kế để quan sát trực tiếp các sóng hấp dẫn, là những biến dạng của không thời gia di chuyển với vận tốc ánh sáng. Sóng hấp dẫn khi truyền qua vật thể sẽ làm kéo giãn và co lại vật thể một lượng rất nhỏ một cách tuần hoàn. Sóng hấp dẫn phát ra từ những sự kiện có năng lượng lớn trong vũ trụ, và không như bức xạ điện từ, nó có thể vượt qua mà không bị cản trở bởi các khối lượng trên đường truyền. Với đài quan sát LISA sẽ giúp các nhà thiên văn vật lý có thêm một 'giác quan' mới 'cảm nhận' về vũ trụ cho phép họ nghiên cứu các hiện tượng vô hình đối với bức xạ điện từ.

Các nguồn tiềm năng cho các tín hiệu đang hợp nhất các hố đen lớn ở trung tâm của các thiên hà, lỗ đen lớn quay quanh bởi các vật thể nhỏ gọn, được gọi là nguồn cảm hứng tỷ lệ khối lượng cực lớn, nhị phân của các ngôi sao nhỏ gọn trong Thiên hà của chúng ta, và có thể là nguồn gốc của nguồn gốc vũ trụ khác, chẳng hạn như giai đoạn rất sớm của Big Bang, và các đối tượng vật lý thiên thể đầu cơ như chuỗi vũ trụ và ranh giới miền.